# Olympische Jugend-Winterspiele 2024/Teilnehmer (Finnland)
| Gelbes Symbol für Goldmedaillen mit stilisierten Olympischen Ringen | Graues Symbol für Silbermedaillen mit stilisierten Olympischen Ringen | Braundes Symbol für Bronzemedaillen mit stilisierten Olympischen Ringen |
| ------------------------------------------------------------------- | --------------------------------------------------------------------- | ----------------------------------------------------------------------- |
| 3                                                                   | —                                                                     | 4                                                                       |

Finnland nimmt an den Olympischen Jugend-Winterspielen 2024 in der südkoreanischen Provinz Gangwon teil.

## Medaillen

### Medaillenspiegel
| Rang   | Sportart              | Gold | Silber | Bronze | Gesamt |
| ------ | --------------------- | ---- | ------ | ------ | ------ |
| 1      | Skilanglauf           | 2    | —      | 1      | 3      |
| 2      | Nordische Kombination | 1    | —      | —      | 1      |
| 3      | Eishockey             | —    | —      | 1      | 1      |
| 3      | Ski Alpin             | —    | —      | 1      | 1      |
| 3      | Freestyle-Skiing      | —    | —      | 1      | 1      |
| Gesamt | Gesamt                | 3    | 0      | 4      | 7      |

### Medaillengewinner
| Name/n | Sportart              | Wettkampf                               |
| --- | --------------------- | --------------------------------------- |
| Gold |                       |                                         |
| Minja Korhonen | Nordische Kombination | Gundersen Normalschanze/4 km            |
| Nelli-Lotta Karppelin | Skilanglauf           | 7,5 km klassisch                        |
| Heta Hirvonen Peter Räisänen Eemeli Kurttila Minja Korhonen | Nordische Kombination | Team Gundersen Normalschanze/4 × 3,3 km |
| Bronze |                       |                                         |
| Jaakko Koskinen | Freestyle-Skiing      | Slopestyle                              |
| Amelie Björksten Altti Pyrrö | Ski Alpin             | Mixed Team                              |
| Nelli-Lotta Karppelin | Skilanglauf           | Sprint Freier Stil                      |
| William Gammals Pyry Lammi Vili Varonen Samu Alalauri Nooa Järvenpää Juho Piiparinen Lauri Rantanen Julius Suominen Eelis Uronen Luka Arkko Wilmer Kallio Viljo Kähkönen Jiko Laitinen Matias Myllyniemi Milo Nuutinen Rasmus Rinne Oliver Suvanto Oliver Torkki | Eishockey             | Mannschaft                              |

## Teilnehmer nach Sportart

### Biathlon
| Athleten                                                      | Wettbewerbe                           | Zeit        | Fehler            | Rang |
| ------------------------------------------------------------- | ------------------------------------- | ----------- | ----------------- | ---- |
| Frauen                                                        |                                       |             |                   |      |
| Eveliina Hakala                                               | 6 km Sprint                           | 22:23,4 min | 4 (0+4)           | 25   |
| Eveliina Hakala                                               | 10 km Einzel                          | 42:30,8 min | 6 (0+3+0+3)       | 24   |
| Hanni Koski                                                   | 6 km Sprint                           | 24:08,2 min | 5 (4+1)           | 45   |
| Hanni Koski                                                   | 10 km Einzel                          | 44:25,4 min | 7 (2+4+1+0)       | 49   |
| Erika Kujala                                                  | 6 km Sprint                           | 24:01,9 min | 7 (2+5)           | 42   |
| Erika Kujala                                                  | 10 km Einzel                          | 42:49,8 min | 6 (0+3+1+2)       | 28   |
| Ilona Rantakömi                                               | 6 km Sprint                           | 21:35,6 min | 1 (0+1)           | 13   |
| Ilona Rantakömi                                               | 10 km Einzel                          | 43:46,1 min | 5 (1+2+0+2)       | 39   |
| Männer                                                        |                                       |             |                   |      |
| Akseli Kirjavainen                                            | 7,5 km Sprint                         | 24:59,9 min | 4 (1+3)           | 57   |
| Akseli Kirjavainen                                            | 12,5 km Einzel                        | 47:59,5 min | 6 (0+3+0+3)       | 36   |
| Eemil Koskinen                                                | 7,5 km Sprint                         | 24:02,7 min | 5 (3+2)           | 36   |
| Eemil Koskinen                                                | 12,5 km Einzel                        | 50:14,0 min | 9 (3+3+2+1)       | 62   |
| Arttu Remes                                                   | 7,5 km Sprint                         | 25:35,2 min | 6 (1+5)           | 67   |
| Arttu Remes                                                   | 12,5 km Einzel                        | 51:05,3 min | 10 (3+2+2+3)      | 66   |
| Kaapo Saarinen                                                | 7,5 km Sprint                         | 23:23,7 min | 3 (3+0)           | 21   |
| Kaapo Saarinen                                                | 12,5 km Einzel                        | 48:59,4 min | 6 (2+3+0+1)       | 52   |
| Mixed                                                         |                                       |             |                   |      |
| Eveliina Hakala Akseli Kirjavainen                            | Single-Mixed-Staffel (6 km + 7,5 km)  | 48:53,7 min | 2+18 (1+10 1+8)   | 15   |
| Eveliina Hakala Ilona Rantakömi Eemil Koskinen Kaapo Saarinen | Mixed-Staffel (2 × 6 km + 2 × 7,5 km) | 1:25:59,0 h | 10+22 (5+12 5+10) | 13   |

### Eishockey
| Wettbewerb      | Männer Mannschaft |
| --------------- | --- |
| Athleten        | William Gammals Pyry Lammi Vili Varonen Samu Alalauri Nooa Järvenpää Juho Piiparinen Lauri Rantanen Julius Suominen Eelis Uronen Luka Arkko Wilmer Kallio Viljo Kähkönen Jiko Laitinen Matias Myllyniemi Milo Nuutinen Rasmus Rinne Oliver Suvanto Oliver Torkki |
| Vorrunde        | Südkorea 3:1 Kanada 1:4 |
| Halbfinale      | Tschechien 1:3 |
| Spiel um Bronze | Kanada 5:4 n. P. |
| Rang            | Bronze |

### Eiskunstlauf
| Athleten      | Wettbewerb | Kurzprogramm/-tanz | Kurzprogramm/-tanz | Kür/Kürtanz | Kür/Kürtanz | Gesamt | Gesamt |
| Athleten      | Wettbewerb | Punkte             | Rang               | Punkte      | Rang        | Punkte | Rang   |
| ------------- | ---------- | ------------------ | ------------------ | ----------- | ----------- | ------ | ------ |
| Frauen        |            |                    |                    |             |             |        |        |
| Iida Karhunen | Einzel     | 55,04              | 11                 | 111,84      | 7           | 166,88 | 8      |

### Eisschnelllauf
| Athleten     | Wettbewerb | Zeit        | Rang |
| ------------ | ---------- | ----------- | ---- |
| Männer       |            |             |      |
| Eeka Rintala | 500 m      | 42,04 s     | 30   |
| Eeka Rintala | 1500 m     | 2:12,74 min | 30   |

| Athleten     | Wettbewerb  | Halbfinale  | Halbfinale | Finale        | Finale        | Rang |
| Athleten     | Wettbewerb  | Zeit        | Rang       | Zeit          | Rang          | Rang |
| ------------ | ----------- | ----------- | ---------- | ------------- | ------------- | ---- |
| Männer       |             |             |            |               |               |      |
| Eeka Rintala | Massenstart | 5:58,86 min | 15         | ausgeschieden | ausgeschieden | 25   |

### Freestyle-Skiing
| Athleten        | Wettbewerb | Qualifikation | Qualifikation | Finale        | Finale        | Rang   |
| Athleten        | Wettbewerb | Punkte        | Rang          | Punkte        | Rang          | Rang   |
| --------------- | ---------- | ------------- | ------------- | ------------- | ------------- | ------ |
| Frauen          |            |               |               |               |               |        |
| Lina Häggström  | Slopestyle | 23,50         | 17            | ausgeschieden | ausgeschieden | 17     |
| Männer          |            |               |               |               |               |        |
| Jaakko Koskinen | Slopestyle | 80,00         | 5             | 83,75         | 3             | Bronze |
| Jaakko Koskinen | Big Air    | 81,00         | 7             |               |               |        |
| Aimo Mandelin   | Slopestyle | 7,25          | 24            | ausgeschieden | ausgeschieden | 24     |
| Aimo Mandelin   | Big Air    | 79,00         | 8             |               |               |        |

| Athleten   | Wettbewerb  | Gruppenphase | Gruppenphase | Halbfinale    | Halbfinale    | Finale/Kleines Finale | Finale/Kleines Finale | Rang |
| Athleten   | Wettbewerb  | Punkte       | Rang         | Gegner        | Punkte        | Gegner                | Punkte                | Rang |
| ---------- | ----------- | ------------ | ------------ | ------------- | ------------- | --------------------- | --------------------- | ---- |
| Männer     |             |              |              |               |               |                       |                       |      |
| Eero Lampi | Dual Moguls | 10           | 10           | ausgeschieden | ausgeschieden | ausgeschieden         | ausgeschieden         | 10   |

### Nordische Kombination
| Athleten                                                    | Wettbewerb                              | Skispringen                    | Skispringen | Skispringen | Langlauf    | Langlauf | Rang |
| Athleten                                                    | Wettbewerb                              | Weite                          | Punkte      | Rang        | Zeit        | Rang     | Rang |
| ----------------------------------------------------------- | --------------------------------------- | ------------------------------ | ----------- | ----------- | ----------- | -------- | ---- |
| Frauen                                                      |                                         |                                |             |             |             |          |      |
| Heta Hirvonen                                               | Gundersen Normalschanze/4 km            | 100,0 m                        | 118,6       | 3           | 11:29,5 min | 4        | 4    |
| Minja Korhonen                                              | Gundersen Normalschanze/4 km            | 103,5 m                        | 133,3       | 1           | 10:02,7 min | 1        | Gold |
| Männer                                                      |                                         |                                |             |             |             |          |      |
| Eemeli Kurttila                                             | Gundersen Normalschanze/6 km            | 107,0 m                        | 132,6       | 3           | 14:43,1 min | 7        | 7    |
| Peter Räisänen                                              | Gundersen Normalschanze/6 km            | 88,0 m                         | 91,5        | 21          | 16:44,9 min | 18       | 18   |
| Mixed                                                       |                                         |                                |             |             |             |          |      |
| Heta Hirvonen Peter Räisänen Eemeli Kurttila Minja Korhonen | Team Gundersen Normalschanze/4 × 3,3 km | 101,0 m 87,0 m 103,0 m 102,0 m | 435,8       | 2           | 34:09,2 min | 1        | Gold |

### Ski Alpin
| Athleten         | Wettbewerb         | Lauf 1  | Lauf 1 | Lauf 2  | Lauf 2 | Gesamt      | Gesamt |
| Athleten         | Wettbewerb         | Zeit    | Rang   | Zeit    | Rang   | Zeit        | Rang   |
| ---------------- | ------------------ | ------- | ------ | ------- | ------ | ----------- | ------ |
| Frauen           |                    |         |        |         |        |             |        |
| Amelie Björksten | Super-G            | —       | —      | —       | —      | 56,25       | 25     |
| Amelie Björksten | Alpine Kombination | 58,44 s | 21     | DNF     | DNF    | DNF         | DNF    |
| Amelie Björksten | Riesenslalom       | 49,88 s | 12     | 52,91 s | 5      | 1:42,79 min | 7      |
| Amelie Björksten | Slalom             | 52,08 s | 16     | 49,11 s | 8      | 1:41,19 min | 11     |
| Aada Marttila    | Super-G            | —       | —      | —       | —      | DNF         | DNF    |
| Aada Marttila    | Alpine Kombination | DNF     | DNF    | DNF     | DNF    | DNF         | DNF    |
| Aada Marttila    | Riesenslalom       | DNF     | DNF    | DNF     | DNF    | DNF         | DNF    |
| Aada Marttila    | Slalom             | DNF     | DNF    | DNF     | DNF    | DNF         | DNF    |
| Kia Suni         | Super-G            | —       | —      | —       | —      | 56,21 s     | 24     |
| Kia Suni         | Alpine Kombination | 59,11 s | 30     | 52,79 s | 10     | 1:51,90 min | 18     |
| Kia Suni         | Riesenslalom       | 51,53 s | 21     | DNF     | DNF    | DNF         | DNF    |
| Kia Suni         | Slalom             | 53,83 s | 28     | DNF     | DNF    | DNF         | DNF    |
| Männer           |                    |         |        |         |        |             |        |
| Altti Pyrrö      | Super-G            | —       | —      | —       | —      | 55,90 s     | 21     |
| Altti Pyrrö      | Alpine Kombination | 57,29 s | 35     | 58,61 s | 25     | 1:55,90 min | 25     |
| Altti Pyrrö      | Riesenslalom       | DNS     | DNS    | DNS     | DNS    | DNS         | DNS    |
| Altti Pyrrö      | Slalom             | 48,38 s | 15     | 53,55 s | 12     | 1:41,93 min | 11     |
| Urho Reechardt   | Super-G            | —       | —      | —       | —      | 56,19 s     | 26     |
| Urho Reechardt   | Alpine Kombination | DNF     | DNF    | DNF     | DNF    | DNF         | DNF    |
| Urho Reechardt   | Riesenslalom       | 51,18 s | 22     | 47,80 s | 22     | 1:38,98 min | 22     |
| Urho Reechardt   | Slalom             | DNF     | DNF    | DNF     | DNF    | DNF         | DNF    |

| Athleten                     | Wettbewerbe | Achtelfinale | Achtelfinale | Viertelfinale | Viertelfinale | Halbfinale | Halbfinale | Finale/Platz 3 | Finale/Platz 3 | Rang   |
| Athleten                     | Wettbewerbe | Gegner       | Punkte       | Gegner        | Punkte        | Gegner     | Punkte     | Gegner         | Punkte         | Rang   |
| ---------------------------- | ----------- | ------------ | ------------ | ------------- | ------------- | ---------- | ---------- | -------------- | -------------- | ------ |
| Mixed                        |             |              |              |               |               |            |            |                |                |        |
| Amelie Björksten Altti Pyrrö | Mannschaft  | SLO          | 3:2          | SUI           | 2:2 1         | SWE        | 0:4        | Platz 3: USA   | 2:2 1          | Bronze |

### Skilanglauf
| Athleten                                                           | Wettbewerb       | Zeit        | Rang |
| ------------------------------------------------------------------ | ---------------- | ----------- | ---- |
| Frauen                                                             |                  |             |      |
| Signe Jakobsson                                                    | 7,5 km klassisch | 26:25,8 min | 45   |
| Nelli-Lotta Karppelin                                              | 7,5 km klassisch | 22:19,6 min | Gold |
| Hanni Koski                                                        | 7,5 km klassisch | 23:17,9 min | 14   |
| Männer                                                             |                  |             |      |
| Leevi Passila                                                      | 7,5 km klassisch | 21:40,2 min | 36   |
| Kalle Tossavainen                                                  | 7,5 km klassisch | 20:44,6 min | 15   |
| Topias Vuorela                                                     | 7,5 km klassisch | 20:15,5 min | 06   |
| Mixed                                                              |                  |             |      |
| Hanni Koski Topias Vuorela Nelli-Lotta Karppelin Kalle Tossavainen | 4 × 5 km Staffel | 54:29,8 min | 8    |

| Athleten              | Wettbewerb      | Qualifikation | Qualifikation | Viertelfinale | Viertelfinale | Halbfinale    | Halbfinale    | Finale        | Finale        | Rang   |
| Athleten              | Wettbewerb      | Zeit          | Rang          | Zeit          | Rang          | Zeit          | Rang          | Zeit          | Rang          | Rang   |
| --------------------- | --------------- | ------------- | ------------- | ------------- | ------------- | ------------- | ------------- | ------------- | ------------- | ------ |
| Frauen                |                 |               |               |               |               |               |               |               |               |        |
| Nelli-Lotta Karppelin | Sprint Freistil | 3:31,60 min   | 03            | 3:33,31 min   | 1             | 3:36,45 min   | 1             | 3:34,46 min   | 3             | Bronze |
| Hanni Koski           | Sprint Freistil | 3:39,22 min   | 14            | 3:39,31 min   | 1             | 3:48,59 min   | 6             | ausgeschieden | ausgeschieden | 12     |
| Signe Jakobsson       | Sprint Freistil | 3:51,09 min   | 34            | ausgeschieden | ausgeschieden | ausgeschieden | ausgeschieden | ausgeschieden | ausgeschieden | 34     |
| Männer                |                 |               |               |               |               |               |               |               |               |        |
| Kalle Tossavainen     | Sprint Freistil | 3:06,12 min   | 05            | 3:10,89 min   | 3             | ausgeschieden | ausgeschieden | ausgeschieden | ausgeschieden | 14     |
| Leevi Passila         | Sprint Freistil | 3:08,39 min   | 10            | 3:04,99 min   | 4             | ausgeschieden | ausgeschieden | ausgeschieden | ausgeschieden | 16     |
| Topias Vuorela        | Sprint Freistil | 3:14,58 min   | 33            | ausgeschieden | ausgeschieden | ausgeschieden | ausgeschieden | ausgeschieden | ausgeschieden | 32     |

### Skispringen
| Athleten                                             | Wettbewerb               | 1. Durchgang                | 1. Durchgang | 1. Durchgang | 2. Durchgang                | 2. Durchgang | 2. Durchgang | Gesamt | Gesamt |
| Athleten                                             | Wettbewerb               | Weite                       | Punkte       | Rang         | Weite                       | Punkte       | Rang         | Punkte | Rang   |
| ---------------------------------------------------- | ------------------------ | --------------------------- | ------------ | ------------ | --------------------------- | ------------ | ------------ | ------ | ------ |
| Frauen                                               |                          |                             |              |              |                             |              |              |        |        |
| Sofia Mattila                                        | Normalschanze            | 96,0 m                      | 90,0         | 5            | 94,0 m                      | 83,6         | 10           | 173,6  | 8      |
| Emilia Vidgren                                       | Normalschanze            | 65,0                        | 23,5         | 27           | 76,0 m                      | 50,8         | 20           | 74,3   | 24     |
| Männer                                               |                          |                             |              |              |                             |              |              |        |        |
| Eeli Keränen                                         | Normalschanze            | 90,5 m                      | 81,8         | 17           | 92,0 m                      | 82,8         | 15           | 164,6  | 15     |
| Juho Ojala                                           | Normalschanze            | 74,0 m                      | 44,8         | 33           | 76,5 m                      | 49,2         | 33           | 94,0   | 34     |
| Mixed                                                |                          |                             |              |              |                             |              |              |        |        |
| Sofia Mattila Juho Ojala Emilia Vidgren Eeli Keränen | Normalschanze Mannschaft | 90,5 m 88,5 m 75,0 m 84,5 m | 291,9        | 11           | 86,0 m 80,5 m 74,0 m 87,0 m | 291,6        | 10           | 583,5  | 10     |

### Snowboard
| Athleten   | Wettbewerb | Qualifikation | Qualifikation | Finale        | Finale        | Rang |
| Athleten   | Wettbewerb | Punkte        | Rang          | Punkte        | Rang          | Rang |
| ---------- | ---------- | ------------- | ------------- | ------------- | ------------- | ---- |
| Männer     |            |               |               |               |               |      |
| Erik Jurmu | Big Air    | 10,25         | 20            | ausgeschieden | ausgeschieden | 20   |
| Erik Jurmu | Slopestyle | 53,25         | 9             | 50,75         | 7             | 7    |